# Union (Maine)
Union – miasto w Stanach Zjednoczonych, w stanie Maine, w hrabstwie Knox.